# Florida Tropics SC
El Florida Tropics SC es un equipo de fútbol de Estados Unidos que juega en la USL League Two, la cuarta división de fútbol del país.

## Historia
Fue fundado el 3 de mayo de 2016 en la ciudad de Lakeland, Florida como Lakeland Tropics originalmente como un equipo de la Major Arena Soccer League hasta que iniciaron su expansión a otras ligas.
Fue hasta finales de 2018 que se anunció que el club sería uno de los participantes de la primera temporada de la USL League Two en 2019, en donde terminó en quinto lugar de su división y no avanzó a los playoff.

## Equipos Relacionados
Éstos son los equipos en los que forma parte el club:
- Florida Tropics SC en Major Arena Soccer League[2]
- Tropics SC en United Premier Soccer League
- Florida Tropics WPSL en Women's Premier Soccer League[3]